# Bernardo II di Brunswick-Lüneburg
Bernardo II di Brunswick-Lüneburg (1437 circa – 9 febbraio 1464) fu vescovo di Hildesheim e poi duca di Brunswick-Lüneburg. Governò il Principato di Lüneburg dal 1457 fino alla sua morte.

## Biografia
Bernardo era il figlio primogenito del duca di Brunswick-Lüneburg Federico il Pio e di sua moglie  Maddalena di Hohenzollern. Nel 1452, Bernardo fu scelto dal vescovo di Hildesheim, Magnus di Sassonia-Lauenburg, come suo coadiutore, e divenne il suo successore dopo la sua morte. Nonostante il vecchio vescovo lo avesse scelto per migliorare le relazioni tra la sua diocesi e il ducato di Brunswick, Bernardo direzionò i suoi interessi al proprio casato, a scapito del vescovato di Hildesheim.
Nel 1457, su richiesta del padre, Bernardo rinunciò agli ordini per succedergli al governo del Principato di Lüneburg, insieme a suo fratello Ottone.
Nel 1463 Bernardo sposò Matilde di Holstein-Schauenburg, figlia del conte Ottone II di Schauenburg-Pinneberg. Il matrimonio rimase senza discendenza, dal momento che Bernardo morì prematuramente, il 9 febbraio 1464, a circa ventisei anni.
Matilde si risposò con Guglielmo, duca di Brunswick-Lüneburg, un cugino di Bernardo.

## Ascendenza
|                                   |                          |                                    | Genitori                         |  |  | Nonni |  |  | Bisnonni                            |  |  | Trisnonni                          |  |
|                                   |                          |                                    |                                  |  |  |       |  |  | Magnus II di Brunswick-Wolfenbüttel |  |  | Magnus I di Brunswick-Wolfenbüttel |  |
|                                   |                          |                                    |                                  |  |  |       |  |  | Magnus II di Brunswick-Wolfenbüttel |  |  | Magnus I di Brunswick-Wolfenbüttel |  |
|                                   |                          | Sofia di Brandeburgo               |                                  |  |  |       |  |  | Magnus II di Brunswick-Wolfenbüttel |  |  |                                    |  |
| Bernardo I di Brunswick-Lüneburg  |                          |                                    |                                  |  |  |       |  |  | Magnus II di Brunswick-Wolfenbüttel |  |  |                                    |  |
|                                   |                          | Caterina di Anhalt-Bernburg        | Bernardo III di Anhalt-Bernburg  |  |  |       |  |  |                                     |  |  |                                    |  |
|                                   |                          | Caterina di Anhalt-Bernburg        | Bernardo III di Anhalt-Bernburg  |  |  |       |  |  |                                     |  |  |                                    |  |
|                                   |                          | Caterina di Anhalt-Bernburg        | …                                |  |  |       |  |  |                                     |  |  |                                    |  |
| Federico II di Brunswick-Lüneburg |                          | Caterina di Anhalt-Bernburg        |                                  |  |  |       |  |  |                                     |  |  |                                    |  |
|                                   |                          | Venceslao I di Sassonia-Wittenberg | Rodolfo I di Sassonia-Wittenberg |  |  |       |  |  |                                     |  |  |                                    |  |
|                                   |                          | Venceslao I di Sassonia-Wittenberg | Rodolfo I di Sassonia-Wittenberg |  |  |       |  |  |                                     |  |  |                                    |  |
|                                   |                          | Venceslao I di Sassonia-Wittenberg | Agnese di Lindow-Ruppin          |  |  |       |  |  |                                     |  |  |                                    |  |
| Margherita di Sassonia            |                          | Venceslao I di Sassonia-Wittenberg |                                  |  |  |       |  |  |                                     |  |  |                                    |  |
|                                   |                          | Cecilia da Carrara                 | Francesco I da Carrara           |  |  |       |  |  |                                     |  |  |                                    |  |
|                                   |                          | Cecilia da Carrara                 | Francesco I da Carrara           |  |  |       |  |  |                                     |  |  |                                    |  |
|                                   |                          | Cecilia da Carrara                 | Fina Buzzacarini                 |  |  |       |  |  |                                     |  |  |                                    |  |
| Bernardo II di Brunswick-Lüneburg |                          | Cecilia da Carrara                 |                                  |  |  |       |  |  |                                     |  |  |                                    |  |
|                                   | Federico V di Norimberga | Giovanni II di Norimberga          |                                  |  |  |       |  |  |                                     |  |  |                                    |  |
|                                   | Federico V di Norimberga | Giovanni II di Norimberga          |                                  |  |  |       |  |  |                                     |  |  |                                    |  |
|                                   | Federico V di Norimberga | Elisabetta di Henneberg            |                                  |  |  |       |  |  |                                     |  |  |                                    |  |
| Federico I di Brandeburgo         | Federico V di Norimberga |                                    |                                  |  |  |       |  |  |                                     |  |  |                                    |  |
|                                   |                          | Elisabetta di Meißen               | Federico II di Meißen            |  |  |       |  |  |                                     |  |  |                                    |  |
|                                   |                          | Elisabetta di Meißen               | Federico II di Meißen            |  |  |       |  |  |                                     |  |  |                                    |  |
|                                   |                          | Elisabetta di Meißen               | Matilde di Baviera               |  |  |       |  |  |                                     |  |  |                                    |  |
| Maddalena di Hohenzollern         |                          | Elisabetta di Meißen               |                                  |  |  |       |  |  |                                     |  |  |                                    |  |
|                                   |                          | Federico di Baviera-Landshut       | Stefano II di Baviera            |  |  |       |  |  |                                     |  |  |                                    |  |
|                                   |                          | Federico di Baviera-Landshut       | Stefano II di Baviera            |  |  |       |  |  |                                     |  |  |                                    |  |
|                                   |                          | Federico di Baviera-Landshut       | Isabella d'Aragona               |  |  |       |  |  |                                     |  |  |                                    |  |
| Elisabetta di Baviera-Landshut    |                          | Federico di Baviera-Landshut       |                                  |  |  |       |  |  |                                     |  |  |                                    |  |
|                                   |                          | Maddalena Visconti                 | Bernabò Visconti                 |  |  |       |  |  |                                     |  |  |                                    |  |
|                                   |                          | Maddalena Visconti                 | Bernabò Visconti                 |  |  |       |  |  |                                     |  |  |                                    |  |
|                                   |                          | Maddalena Visconti                 | Beatrice della Scala             |  |  |       |  |  |                                     |  |  |                                    |  |
|                                   |                          | Maddalena Visconti                 |                                  |  |  |       |  |  |                                     |  |  |                                    |  |